# Morano (azienda)
La Morano è una casa editrice italiana, fondata a Napoli da Vincenzo Morano attorno alla metà dell'Ottocento.

## Storia
I fondatori della casa editrice erano discendenti di una famiglia calabrese di antiche origini, il cui gentilizio deriva dal capostipite Apollonio, che, nel 1232, ricevette in feudo da Federico II di Svevia il borgo di Morano Calabro.
Il primo dei fratelli a stabilirsi a Napoli fu, nel 1847, Vincenzo Morano (Monterosso Calabro, 22 gennaio 1822 - Napoli, 14 giugno 1890), professore del Real Liceo di Cosenza, figlio primogenito di Vito e di Antonia Servello. In seguito, Vincenzo Morano fu raggiunto in città dagli altri fratelli, da lui richiamati.
La data di fondazione della casa editrice non è certa: esisteva sicuramente già nel 1850, quando una Libreria a nome dei fratelli Morano fu aperta a Napoli al civico 14 di vico Quercia. Dopo gli anni iniziali dell'attività d'impresa, in cui Vincenzo Morano, in stretta associazione alla figura intellettuale di Bruto Fabricatore, pubblicò per il tramite di altri stampatori già avviati, la casa editrice assunse in proprio la gestione e la stampa dei libri già almeno dal 1858. Si dedicò alla pubblicazione dei lavori di Gian Battista Vico, Adolfo Bartoli, Vincenzo Gioberti, Francesco De Sanctis (la Storia della letteratura italiana del 1871), Luigi Settembrini, e Benedetto Croce e Storia del Concilio di Trento di Sforza Pallavicini.
Numerosi furono, nel tempo, i rapporti intessuti con figure di spicco dell'intellettualità napoletana e italiana: oltre ai già citati Bruto Fabricatore, Francesco De Sanctis e Luigi Settembrini, intrattennero rapporti con la casa editrice il canonico Giuseppe Vago, Salvatore Battaglia, Francesco Sbordone, Cesare Tropea, Ernesto Pontieri, Francesco Carnelutti, Mauro Cappelletti, Eustachio Paolo Lamanna e Pietro Piovani.
Fra i direttori che ebbe la Morano,  si distinse Antonio Morano (Monterosso Calabro, 1831 - Napoli, 1911).
Dal 1885 al 1948 ha pubblicato il fortunato Dizionario greco-italiano di Benedetto Bonazzi. In tempi più recenti ha edito le Opere giuridiche di Piero Calamandrei, a cura di Mauro Cappelletti, in 10 volumi (1965-85). Tra gli autori pubblicati negli anni '90 si segnalano Maria Luisa Altieri Biagi, Maurizio Dardano, Francesco Gabrieli, Bice Mortara Garavelli, Margherita Isnardi Parente, Sabatino Moscati. Nel XXI secolo la casa editrice, rimasta di proprietà della famiglia Morano, ha rallentato sensibilmente il ritmo delle pubblicazioni
La gestione della Casa Editrice Morano è continuata fino al 1985 con l'erede Alberto Morano e la pubblicazione dei 10 volumi delle opere giuridiche di Piero Calamandrei.